# Boris Dilliès
Boris Dilliès, né le 26 décembre 1972 à Uccle, est un homme politique belge bruxellois, membre du Mouvement réformateur (MR).
Il est gradué en relations publiques de l'École de promotion et de formation continue - EPFC et chargé de cours à l'European Communication School à Uccle.

## Biographie
Né le 26 décembre 1972 à Uccle, Boris Dilliès passe son enfance dans le Midi de la France (Vence). Français du côté de son père, il conserve la double nationalité. Vers l’âge de dix ans, il revient à Uccle. Son grand-père maternel, proche collaborateur des Rois Léopold III et Baudouin, joue un rôle déterminant dans son engagement politique.
À quinze ans, il milite au sein des JRL (Jeunes Réformateurs Libéraux) dont il devient par la suite président.
Il se présente pour la première fois à une élection en 1994, où il échoue de peu. Aux élections suivantes, il devient conseiller communal et de CPAS. En 2005, il succède à Éric André comme échevin des Finances et exerce également les attributions suivantes : économie, jeunesse, parascolaire, sports et espaces verts.
Après les élections communales de 2012, Boris Dilliès continue à siéger en tant qu’échevin d’Uccle pour les Finances, l’Économie et le Commerce, la Jeunesse et en tant qu’Officier d’État Civil, sous l’autorité du bourgmestre Armand De Decker.
Depuis 2016, il préside la section locale du MR d'Uccle. En 2017 il est réélu vice-président du MR bruxellois et prête serment en tant que bourgmestre d'Uccle.
En janvier 2018, la section MR d'Uccle le désigne pour mener et constituer la liste des élections communales d'octobre de la même année, à l’issue desquelles il demeure l’un des deux bourgmestres MR de la Région de Bruxelles-Capitale. Il prête serment le 26 novembre 2018.
Lors des élections régionales de mai 2019, il occupe la dernière place de la liste MR. Il est élu député au parlement bruxellois. L’élection d’Aurélie Czekalski permet à Uccle d’obtenir un représentant libéral et Boris Dilliès décide de ne pas siéger afin se consacrer entièrement à son poste de bourgmestre.

## Fonctions politiques
- Échevin des Finances et de l’Économie, de la Jeunesse, des Sports, du Parascolaire et de l’Embellissement de lieux publics et des espaces verts à Uccle de 2006 à 2012.
- Échevin des Finances, de l'Économie et du Commerce, de la Jeunesse de 2012 à 2017.
- Officier de l'État civil depuis 2012.
- Membre du Parlement de la Région de Bruxelles-Capitale de 2014 à 2018.
  - Président de la commission Infrastructure du parlement de la Région de Bruxelles-Capitale.
- Vice-président du Mouvement Réformateur bruxellois de 2013 à 2021.
- Bourgmestre d’Uccle depuis le 14 septembre 2017.

## Carrière
- Attaché au cabinet d'Eric André, Secrétaire d'État de la Région de Bruxelles-Capitale de 1995 à 2000.
- Attaché au cabinet de François-Xavier de Donnea Ministre-Président de la Région de Bruxelles-Capitale de 2000 à 2002.
- Chargé du développement de projets pour Wolters Kluwer de 2002 à 2007.
- Directeur de la communication du Cercle de Lorraine de 2010 à 2012.
- Chargé de cours en Institutions et Sociologie des médias à l’ECS-European Communication School depuis 2011.

## Publication
Bruxelles ? Non, peut-être ! 2017